# Lidice
Lidice (německy Liditz) jsou obec v okrese Kladno ve Středočeském kraji, 20 km severozápadně od Prahy, v těsné blízkosti Buštěhradu, poblíž Kladna. Za druhé světové války, dne 10. června 1942, byla obec vyhlazena německými nacisty v rámci heydrichiády. Po válce byl na místě starých Lidic zřízen památník obětem s muzeem připomínající tuto tragédii a obec obnovena o několik set metrů dále. Žije zde 566 obyvatel.

## Historie obce
Nejstarší zmínka o vsi pochází z roku 1318. Původně je doložena pod názvem Ludice. Po celá staletí byly Lidice obyčejnou nevelkou zemědělskou vsí v mělkém údolí Lidického potoka, příslušející k buštěhradskému panství. Nejvýznamnější památkou a dominantou obce byl barokní farní kostel sv. Martina. Významnější nárůst obce přišel až s rozvojem hornictví a hutnictví na Kladensku ve 2. polovině 19. století.
Ve vsi Lidice (512 obyvatel, poštovna, katolický kostel) byly v roce 1932 evidovány tyto živnosti a obchody: 3 hostince, kolář, kovář, krejčí, mlýn, obuvník, povozník, 8 rolníků, 3 obchody se smíšeným zbožím, trafika, obchod s uhlím.

### Vyhlazení obce
Po atentátu na zastupujícího německého říšského protektora Reinharda Heydricha v roce 1942 byly Lidice v rámci represí nazývaných heydrichiáda vybrány nacistickým vedením pro exemplární kolektivní trest. Výběr Lidic byl v podstatě náhodný, podezření na spojení obyvatel s atentátem bylo jen záminkou a vycházelo z nevýznamného a neprokázaného podezření. Došlo k vyhlazení Lidic – srovnání obce čítající 104 domů s 503 obyvateli se zemí, obyvatelstvo bylo popraveno nebo odvlečeno do koncentračních táborů, menší část dětí byla určena k poněmčení v Říši.
Lidickou tragédii nepřežilo celkem 192 mužů, 60 žen, 88 dětí.
Po druhé světové válce se vrátilo 143 žen a po usilovném pátrání i 17 dětí.

### Zrušení obce po vyhlazení
Obec byla zrušena a její katastr připojen rozhodnutím ministerstva vnitra ze 6. července 1942 nejprve k sousední Hřebči, avšak 6. srpna 1942 ministerstvo vnitra vydalo nové rozhodnutí, jímž území obce Lidice připojilo k Buštěhradu.

### Nové Lidice
Po druhé světové válce byla obec obnovena, z pietních důvodů ale byla nově postavena na jiném místě nedaleko od obce původní, na původním místě se dnes nachází Památník Lidice.
Na obnovení Lidic byla vypsána architektonická soutěž, které se ale směli účastnit pouze české a slovenské skupiny. Po dvou kolech byly vybrány vítězné návrhy architektů Františka Marka, Václava Hilského, Richarda Podzemného a Antonína Tenzera. V nových Lidicích mělo stát původně 120 domů, postavilo se jich však 150. na domy měli nárok přeživší, kteří se do obce vrátí. Šlo především o ženy a děti z vypálených Lidic.
V roce 1948 se začalo s výstavbou a prvních pět domů bylo předáno přeživším ke konci roku 1949. Všechny postupně postavené domy byly typové (typ A až D). 
Od roku 2017 je v č.p. 117 otevřena expozice poválečné architektury a bytového designu.

### Územněsprávní začlenění
Dějiny územněsprávního začleňování zahrnují období od roku 1850 do současnosti. V chronologickém přehledu je uvedena územně administrativní příslušnost obce v roce, kdy ke změně došlo:
- 1850 – země česká, kraj Praha, politický okres Smíchov, soudní okres Unhošť[10]
- 1855 – země česká, kraj Praha, soudní okres Unhošť[10]
- 1868 – země česká, politický okres Smíchov, soudní okres Unhošť[10]
- 1893 – země česká, politický okres Kladno, soudní okres Unhošť[11]
- 1939 – země česká, Oberlandrat Kladno, politický okres Kladno, soudní okres Unhošť[12]
- 1942 – země česká, Oberlandrat Praha, politický okres Kladno, soudní okres Unhošť[13]
- 1945 – země česká, správní okres Kladno, soudní okres Unhošť[14]
- 1949 – Pražský kraj, okres Kladno[15]
- 1960 – Středočeský kraj, okres Kladno[16]

## Doprava
- Silniční doprava – Do obce vedou silnice III. třídy. Po hranici katastru obce vede silnice I/61, která spojuje Kladno s dálnicí D7 Praha – Slaný – Louny – Chomutov.
- Železniční doprava – Železniční trať ani stanice na území města nejsou. Nejblíže obci je železniční stanice Středokluky ve vzdálenosti 5 km ležící na trati 121 z Hostivic do Podlešína.
- Autobusová doprava – V obci zastavovaly v září 2011 autobusové linky jedoucí do těchto cílů: Kladno, Praha, Středokluky, Tuchoměřice (dopravce ČSAD MHD Kladno, a. s.).[17]

## Partnerská města
- Coventry, Spojené království (1947) – ve městě je pěší zóna „Lidice Place“, pojmenovaná na památku partnerství mezi městy kvůli podobnému osudu za 2. světové války.
- Marzabotto, Itálie (1964)[18] V Lidicích se nachází Marzabottská ulice.

## Fotogalerie

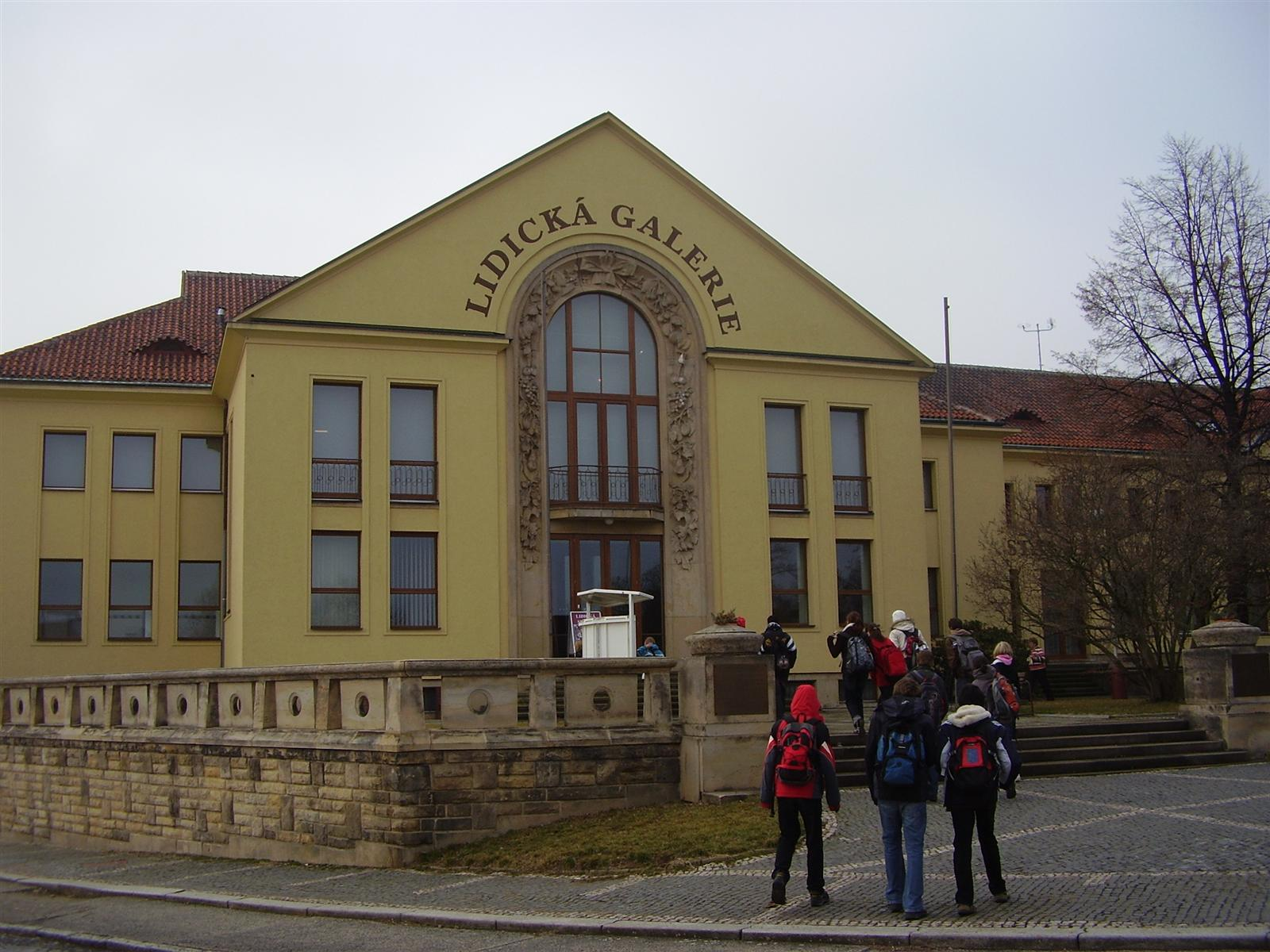
Galerie v Lidicích
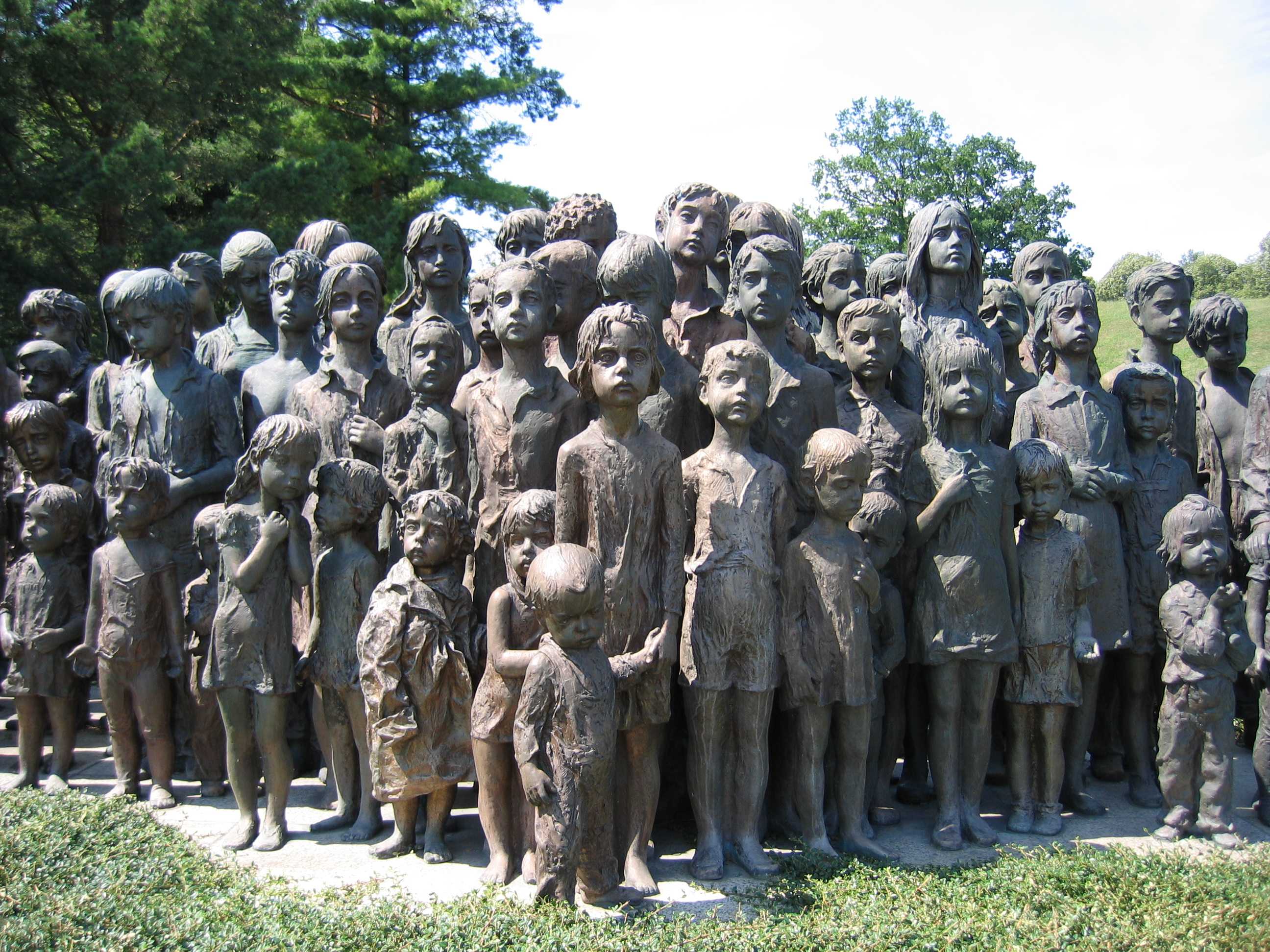
Památník dětským obětem
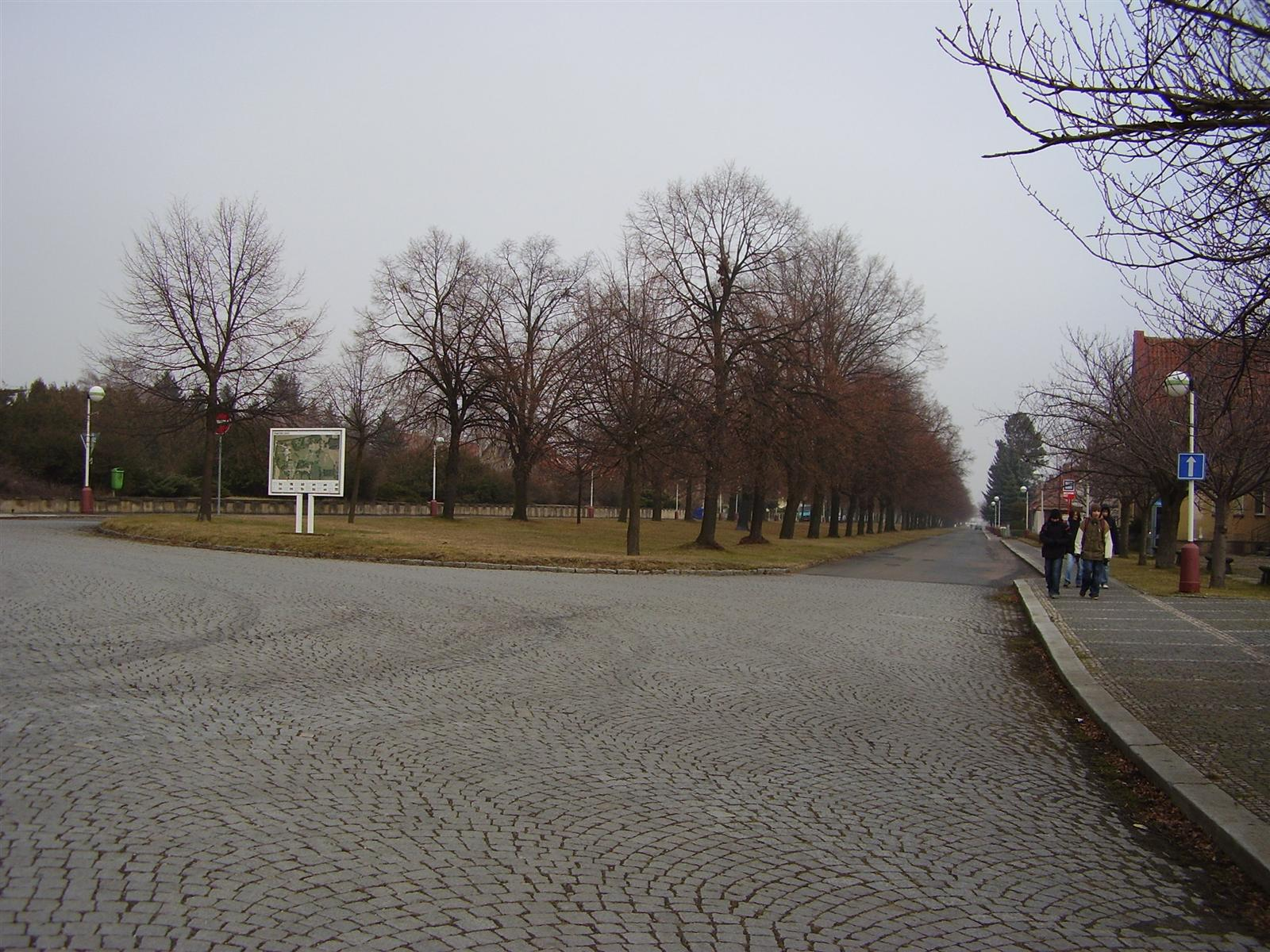
Nové náměstí
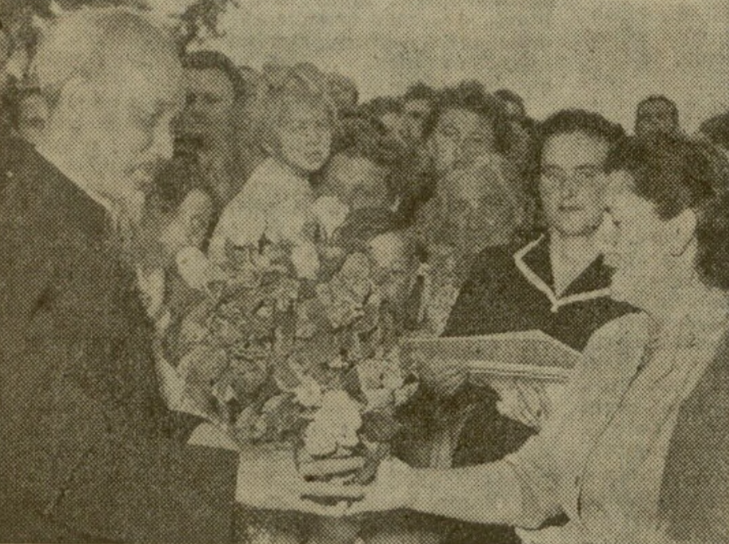
Předsedkyně MNV v Lidicích L. Prošková odevzdává prezidentu Ho Či Minovi kytici růží ze Sadu přátelství a míru (Hlas revoluce, 1. srpna 1957)

## V kultuře
Převážně v Latinské Americe, když se lidé dozvěděli o lidické tragédii, zejména v období bezprostředně po druhé světové válce dávali někdy dcerám jméno Lidice.